# Кругликова, Ирина Тимофеевна
Ири́на Тимофе́евна Кру́гликова (20 ноября 1917, Москва — 16 июля 2008, там же) — советский и российский историк-антиковед и археолог. Доктор исторических наук, профессор, заведующая сектором античной археологии Института археологии АН СССР (РАН), исследователь античного Северного Причерноморья.

## Биография
Родилась 20 ноября 1917 году в Москве. Окончив школу, в 1935 году поступила на истфак Московского государственного университета. Специализировалась по истории Древнего Рима на кафедре древней истории, где в то время преподавали В.С Сергеев, Н. А. Машкин, А. С. Мишулин и А. Г. Бокщанин. После окончания университета в 1940—1941 годах работала в Загорянской средней школе Московской области. В 1941 году она поступила в заочную аспирантуру исторического факультета МГУ и начала работу над кандидатской диссертацией под руководством профессора Н. А. Машкина. В 1942 году МГУ эвакуировали в Среднюю Азию, а Кругликова, оставшись в Москве, продолжила обучение в аспирантуре Московского городского педагогического института под руководством профессора В. Н. Дьякова. В 1944 году была защищена диссертация «Дакия в период римской оккупации». В 1944—1945 годах Ирина Тимофеевна в должности доцента преподавала античность в Государственном Учительском институте в г. Загорске (Сергиевом Посаде).
В аспирантские годы участвовала в археологических экспедициях, которыми руководил профессор В. Д. Блаватский. С 1945 года Кругликова является младшим научным сотрудником в Институте истории материальной культуры АН СССР (Институт археологии РАН). С археологическими экспедициями она выезжала на Таманский полуостров, в Крым, в Албанию на раскопки Аполлонии Иллирийской. С 1950 года она становится руководителем Восточно-Крымской археологической экспедиции, занимающейся раскопками Боспорского царства, в 1960—1972 годах — Анапской, в 1974—1980 — Херсонесской, в 1969—1977 годах — Советско-Афганской археологической экспедиции.
В 1974 году была защищена докторская диссертация на тему «Сельское хозяйство Боспора». В 1974—1979 годах Кругликова является заведующей сектором античной археологии Института археологии АН СССР (РАН). Одновременно она преподавала на истфаке МГУ, где читала спецкурс «Античная археология», руководила работой над кандидатскими диссертациями.
В 1953—1959 годах была ответственным редактором сборника, а затем и одноимённого журнала «Советская археология». С 1968 по 1993 год редактировала периодическое издание «Краткие сообщения Института археологии АН СССР».

## Научная деятельность
В результате работы археологической экспедиции под руководством Кругликовой было начато исследование сельской территории Боспора, предприняты раскопки Горгиппии (совр. г. Анапа), хоры Херсонеса Таврического, итоги археологического изучения этих памятников нашли отражение в её публикациях. Итогом работы советско-афганской экспедиции стало открытие и раскопки города Дильберджина, крупного центра Бактрии античной и кушанской эпох, а также Джагат-тепе и Емши-тепе. Большое количество статей по истории и археологии Боспора и Северного Причерноморья в целом было опубликовано в научном журнале «Вестник древней истории».

## Основные труды
- К вопросу о романизации Дакии // ВДИ. 1947. № 3. С. 219—230.
- К вопросу о негреческом населении Фанагории (по материалам местной керамики) // ВДИ. 1950. № 1. С.101-112.
- Поселения эпохи поздней бронзы и раннего железа в Восточном Крыму // Советская археология. 1955. Вып. XXIV. С. 74-92.
- Дакия в период римской оккупации. М.: Академия Наук СССР, 1955. 168 с.
- Позднеантичные поселения Боспора на побережье Азовского моря // Советская археология. 1956. Вып. XXV. С. 236—260.
- Новые данные об исторической географии крымского побережья Меотиды // Советская археология. 1958. Вып. XXVIII. С. 219—233.
- Исследование сельских поселений Боспора // ВДИ. 1963. № 2. С. 65-79.
- Боспор в позднеантичное время: очерки экономической истории. М.: Наука, 1966. 222, [2] с.
- Новые эпиграфические памятники из Горгиппии // ВДИ. 1967. № 2. С. 182—197.
- Горгиппия в период Спартокидов // ВДИ. 1971. № 1. С. 89-101.
- Сельское хозяйство Боспора. М.: Наука, 1975. 300 с.
- Дильберджин. М.: Наука, 1974—1977. Ч. 1. 118 с.; Ч. 2. 131 с.
- Античная археология: учебное пособие для вузов по специальности «История». М.: Высшая школа, 1984. 215, [1] с.
- Синдская Гавань-Горгиппия-Анапа. М.: Наука, 1975. 103 с.; 2-е дополненное издание — 1985.
- Анапа — 2500 лет. Краснодар: Книжное издательство, 1987. 108 с.; 2-е дополненное издание — 2007.